# KLM
KLM (нидерл. Koninklijke Luchtvaart Maatschappij, «Королевская авиационная компания») — нидерландская авиакомпания, основанная в 1919 году. Бывшая национальная компания Нидерландов, с 2004 года является дочерней компанией Air France-KLM.

## История

Логотип в 1961—1993 годах

KLM — старейшая авиакомпания, сохранившая своё первоначальное название. Авиакомпания KLM была основана 7 октября 1919 года. Сейчас она является старейшей в мире компанией, выполняющей регулярные рейсы. С 2004 года является частью Air France-KLM. Штаб-квартира располагается в Амстердаме рядом со своим узловым аэропортом Схипхол (нидерл. Schiphol). Слияние с Air France в мае 2004 года привело к созданию Air France-KLM, хотя обе компании летают под своими именами.
KLM и её партнёрские авиакомпании обслуживают сеть маршрутов, связывающую более 360 городов в 78 странах на пяти континентах. KLM занимается транспортировкой людей и товаров как в пределах Нидерландов, так и в другие страны мира.
В России авиакомпания KLM осуществляет рейсы в США, Канаду, Африку и Южную Америку. Все полёты производятся из аэропортов Москвы и Санкт-Петербурга.
В 2015 году в компании работали 35 488 служащих.
Маршрутная сеть авиакомпании: 
Авиарейсы внутренние: Амстердам, Маастрихт, Роттердам, Эйндховен
Авиарейсы в страны СНГ: Москва, Санкт-Петербург.
Авиарейсы международные: Абердин, Абу-Даби, Абуджа, Аддис-Абеба, Аккра, Алман, Аруба, Атланта, Афины, Бангкок, Барселона, Бахрейн, Бейрут, Белград, Берген, Берлин, Бирмингем, Болонья, Бонайре, Бордо, Бостон, Бремен, Бристоль, Брюссель, Будапешт, Бухарест, Ванкувер, Варшава, Вашингтон, Вена, Венеция, Гамбург, Ганновер, Глазго, Гётеборг, Гонконг, Гуанчжоу, Гуаякиль, Дамаск, Дамман, Дар-эс-Салаам, Дели, Детройт, Джакарта, Доха, Дубай, Дарем-Тис-Вэлли, Дюссельдорф, Женева, Йоханнесбург, Каир, Кано, Кардиф, Кейптаун, Кёльн, Киев, Килиманджаро, Кито, Клермон-Ферран, Копенгаген, Кристиансанн, Куала-Лумпур, Кувейт, Кюрасао, Лагос, Ларнака, Лидс, Лима, Линчёпинг, Лион, Лиссабон, Лондон, Лос-Анджелес, Люксембург, Мадрид, Манила, Манчестер, Марсель, Мемфис, Мюнстер, Мехико, Милан, Миннеаполис, Монреаль, Монтеррей, Мумбаи, Маскат, Мюнхен, Найроби, Ницца, Норвич, Ньюарк, Нью-Йорк, Ньюкасл, Нюрнберг, Осака, Осло, Парамарибо, Париж, Пафос, Пекин, Порту, Прага, Пусан(25-26.10.2015.~), Рига, Рим, Сан-Паулу, Сан-Франциско, Сент-Мартен, Сеул, Сингапур, Сиэтл, Ставангер, Стамбул, Стокгольм, Страсбург, Тайбэй, Таллин, Тбилиси, Тегеран, Тель-Авив, Токио, Торонто, Триполи, Тронхейм, Тулуза, Франкфурт-на-Майне, Хайдарабад, Хамберсайд, Хельсинки, Хьюстон, Цюрих, Шанхай, Штутгарт,Рига.

## Флот

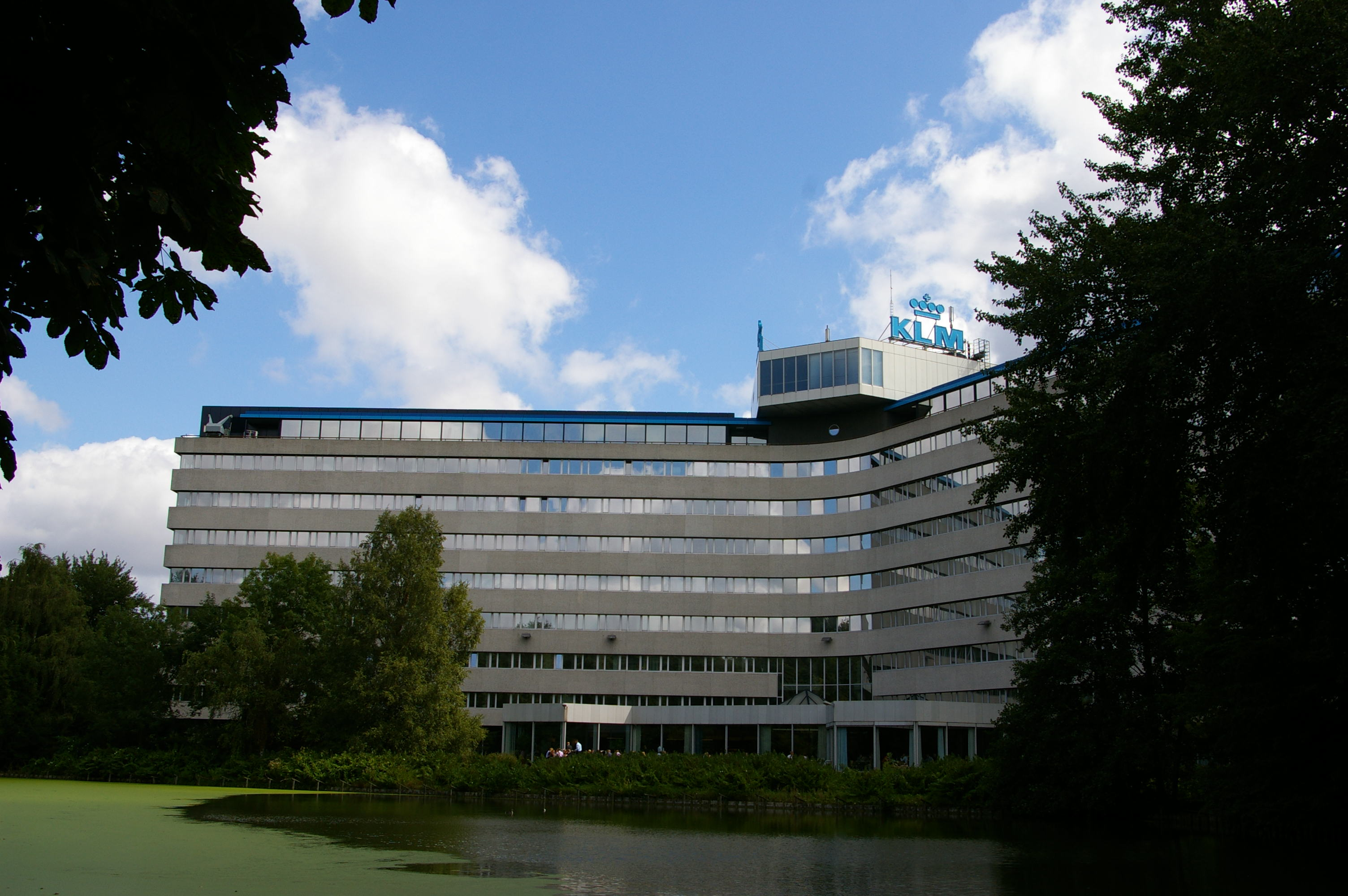
Главный офис KLM

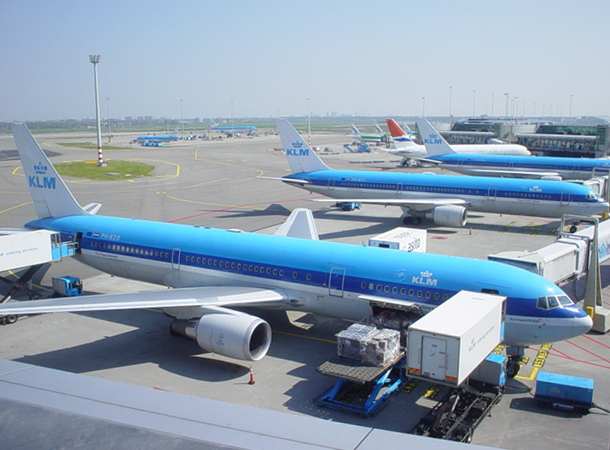
Самолёты KLM в аэропорту Амстердама

## Флот[4]

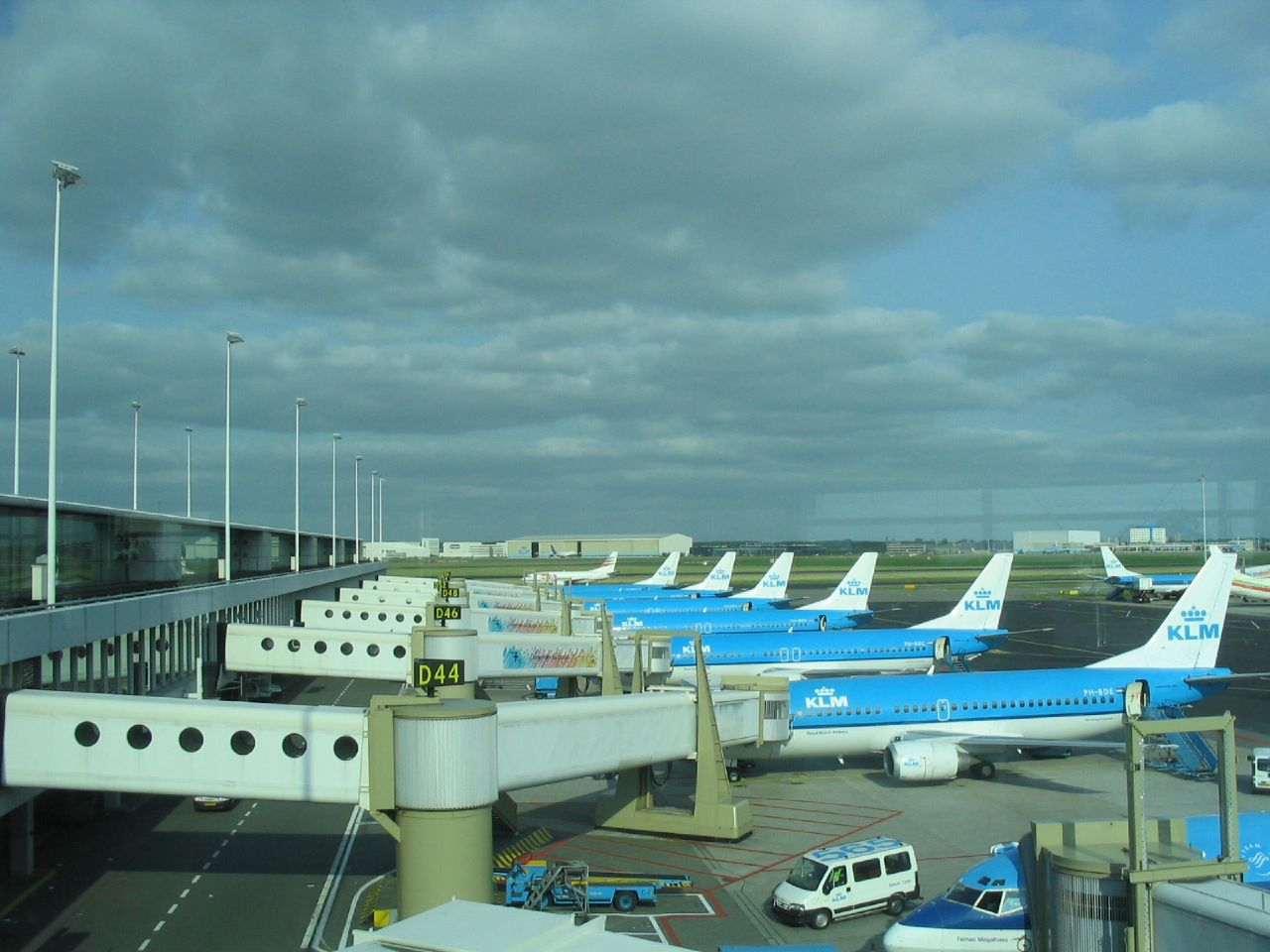
Самолёты KLM в аэропорту Схипхол

В июле 2021 года флот KLM состоял из 111 самолётов, средний возраст которых 11,8 лет:
| Изображение | Самолёт          | Количество | Заказано |
| ----------- | ---------------- | ---------- | -------- |
|             | Airbus A330-200  | 6          | 0        |
|             | Airbus А330-300  | 5          | 0        |
|             | Boeing 737-700   | 12         | 0        |
|             | Boeing 737-800   | 31         | 0        |
|             | Boeing 737-900   | 5          | 0        |
|             | Boeing 747-400F  | 3          | 0        |
|             | Boeing 777-200ER | 15         | 0        |
|             | Boeing 777-300ER | 16         | 2        |
|             | Boeing 787-9     | 13         | 0        |
|             | Boeing 787-10    | 5          | 3        |
|             | Airbus A321neo   | 1          | n/a      |
|             | Итого:           | 112        | n/a      |

## Перелёты

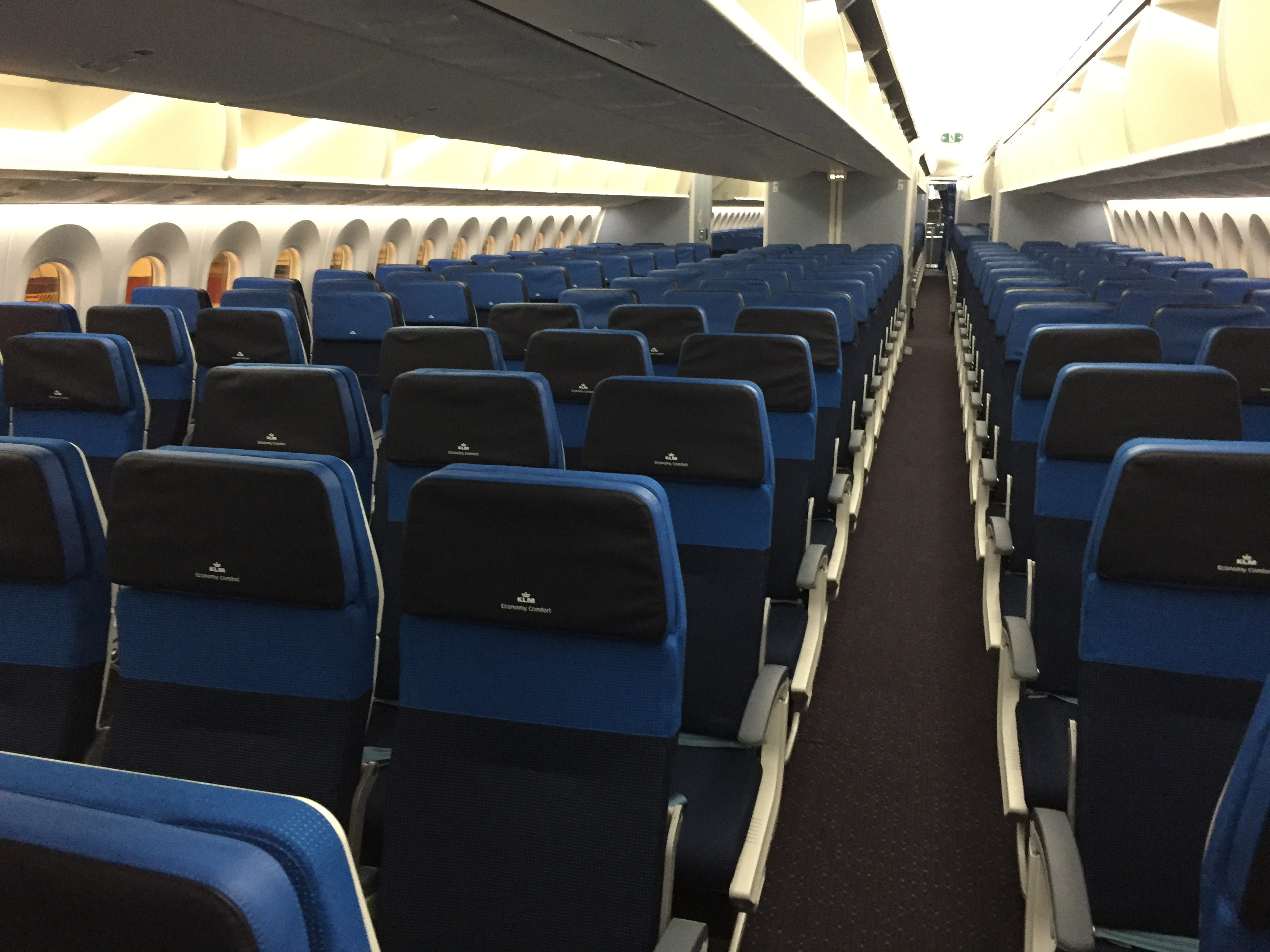
Салон экономкласса в самолёте Boeing 787 авиакомпании KLM.

KLM предлагает перелёты двумя классами: бизнес и экономичным. Europe Select — название для перелёта бизнес-классом на короткие расстояния, тогда как перелёт на длительные расстояния называется World Business Class.
Сегодня
Авиакомпания «Королевские Нидерландские Авиалинии» (KLM) обслуживает разветвлённую сеть маршрутов, связывая друг с другом 360 городов почти в 80 странах мира. KLM имеет несколько дочерних компаний, среди которых Transavia CV, Martinair Holland NV, KLM Cityhopper BV и другие, а также акции авиакомпании Кении.
На начало 2016 года флот авиакомпании KLM насчитывал 115 самолётов, среди которых значительное место занимают Airbus и Boeing.

## Авиационные происшествия
- 27 августа 1927 года произошло крушение самолёта модели Fokker F.VIII недалеко от британского города Севенокс. В данном происшествии погиб один из членов экипажа[8].
- 27 марта 1977 года произошла авиакатастрофа, являющаяся наиболее крупномасштабной в истории гражданской авиации: два самолёта модели Boeing 747 столкнулись на взлётно-посадочной полосе в аэропорту Лос Родеос, Тенерифе. В результате столкновения погибло 583 человека.[9][10]
- 25 сентября 2017 года произошёл авиаинцидент с участием самолёта компании Boeing 777. На высоте 2 километров от самолёта оторвался кусок фюзеляжа весом 4 кг, и упал на автомобиль. Пострадавших нет.
- 29 декабря 2024 года Boeing 737 выкатился за пределы ВПП в Осло, Норвегия. Пострадавших нет.